# Thomas Kean junior

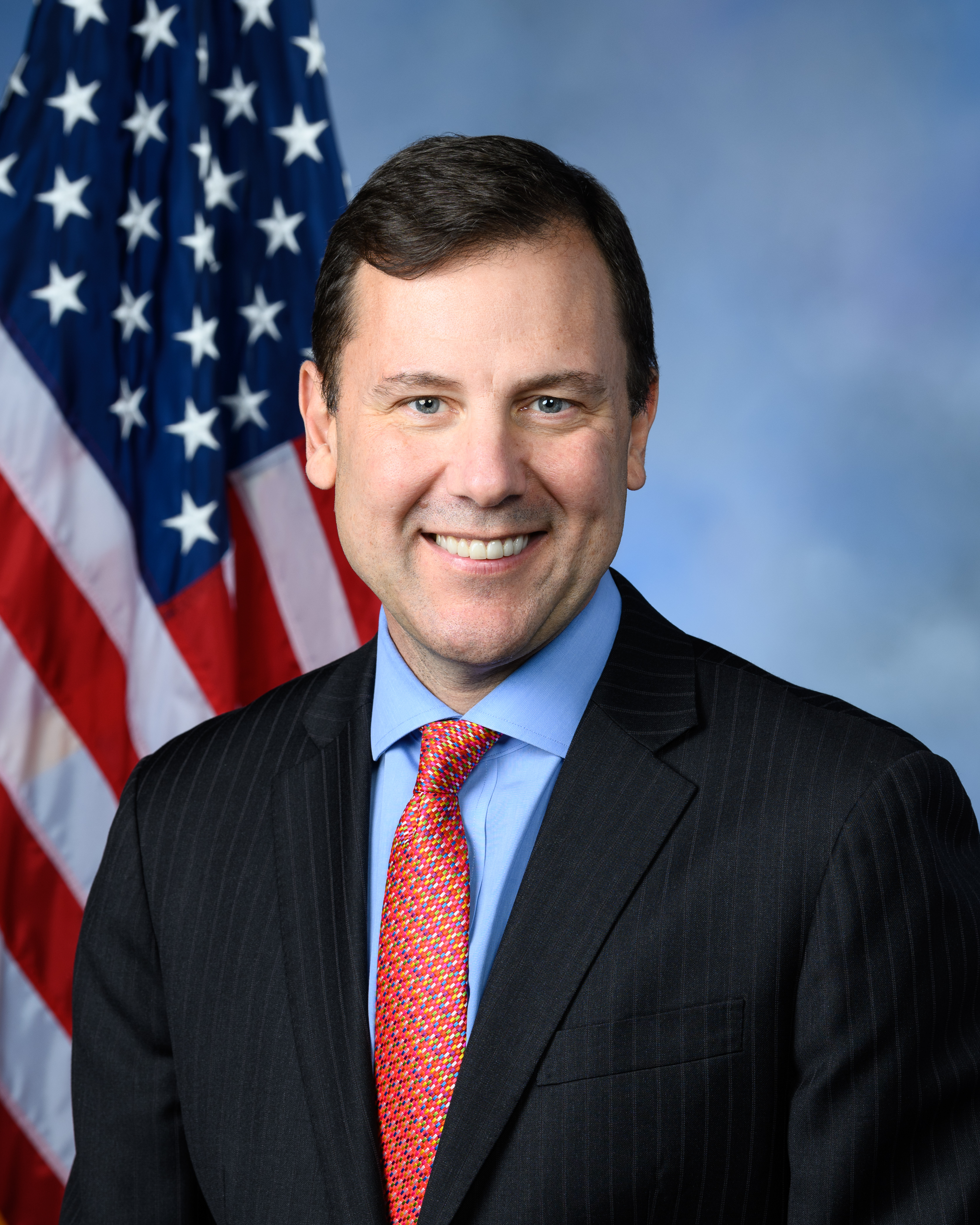
Thomas Kean Jr. (2023)

Thomas „Tom“ Howard Kean Jr. (* 5. September, 1968 in Livingston, New Jersey) ist ein US-amerikanischer Politiker der Republikanischen Partei. Seit 3. Januar 2023 vertritt er den 7. Kongresswahlbezirk von New Jersey im US-Repräsentantenhaus. Zuvor gehörte er von 2003 bis 2022 dem Senat von New Jersey an, seit 2008 führte er dort die Fraktion der Republikaner. Er ist der Sohn des früheren Gouverneurs von New Jersey, Thomas Kean.

## Werdegang

### Familiärer Hintergrund
Kean wurde gemeinsam mit seinem Zwillingsbruder als Sohn einer politisch einflussreichen Familie in New Jersey geboren. Die politische Tradition der Familie reicht bis zu Keans Ur-ur-urgroßvater John zurück, der von 1785 bis 1787 South Carolina im Kontinentalkongress vertreten hatte. Sein Großvater Robert Kean war von 1939 bis 1959 Abgeordneter im US-Repräsentantenhaus gewesen, sein Urgroßvater Hamilton Fish Kean sowie dessen Bruder John Kean hatten New Jersey jeweils als US-Senatoren vertreten. Keans Vater Thomas, amtierte von 1982 bis 1990 als Gouverneur von New Jersey. Des Weiteren ist er unter anderem mit Peter Stuyvesant, Gründer der Kolonie Nieuw Amsterdam, den Gründern der Massachusetts Bay Colony John Winthrop und Thomas Dudley sowie mit dem ehemaligen US-Außenminister Hamilton Fish verwandt. Keans Geburtsort Livingston ist nach William Livingston, dem ersten Gouverneur des Bundesstaats New Jersey, benannt, ebenfalls ein Vorfahre Keans.
Kean ist verheiratet und hat zwei Töchter. Er lebt in Westfield, New Jersey.

### Ausbildung und Beruf
Nach seinem Highschool-Abschluss 1986 erlangte er 1990 einen Bachelor of Arts vom Dartmouth College. 1997 erwarb er einen Master in Recht und Diplomatie von der Tufts University. Dort schloss er auch ein Promotionsstudium ab.
Von 1991 bis 1993 arbeitete er während der Präsidentschaft von George H. W. Bush für die US-amerikanische Umweltschutzbehörde EPA. Im Anschluss gehörte er bis 1995 zum Stab des US-Abgeordneten Bob Franks.

## Politische Karriere
Bei den Kongresswahlen 2000 bewarb sich Kean zum ersten Mal um ein öffentliches Mandat. Seine Kandidatur um die Nachfolge seines ehemaligen Arbeitgebers Bob Franks im US-Repräsentantenhaus scheiterte jedoch bereits in der parteiinternen Vorwahl der Republikaner. Als zweiter von insgesamt vier Kandidaten – darunter der spätere Attorney General und Gouverneur von West Virginia, Patrick Morrisey – unterlag er dem späteren Sieger Mike Ferguson.

### New Jersey General Assembly (2001–2003)
Im April 2001 wurde Kean von der Republikanischen Partei als Nachfolger des schwer erkrankten Alan Augustine in die New Jersey General Assembly – das Unterhaus des Staatsparlaments – berufen. Im November 2001 wurde er für eine reguläre Amtszeit gewählt und gehörte dem Parlament bis März 2003 an.

### New Jersey State Senate (2003–2022)
Im März 2003 wurde Kean erneut als Nachfolger eines zurückgetretenen Abgeordneten berufen, diesmal für den Sitz von Rich Bagger im Oberhaus des Staatsparlaments von New Jersey, dem Senat von New Jersey. Bei den regulären Wahlen im November desselben Jahres wurde er von den Wählern im Amt bestätigt. Danach wurde er insgesamt viermal wiedergewählt, zuletzt 2017. Bei den Wahlen im Jahr 2021 trat er nicht erneut an.
Von 2008 bis zu seinem Ausscheiden aus dem Staatsparlament 2022 war Kean Minderheitsführer und damit der ranghöchste Republikaner im Senat von New Jersey. 2013 setzte sich der damalige Gouverneur New Jerseys, Chris Christie, für eine Ablösung Keans als Fraktionsführer ein, dieser konnte sich jedoch die Wiederwahl seitens der Fraktion sichern.

### US-Senatskandidatur 2006
Bei den Wahlen 2006 bewarb sich Kean für den US-Senat. Dabei handelt es sich um den gleichen Sitz, den bereits sein Urgroßvater und Urgroßonkel innegehabt hatten. Amtsinhaber Bob Menendez von den Demokraten war erst im Januar 2006 als Nachfolger von Jon Corzine ernannt worden. In der parteiinternen Vorwahl der Republikaner setzte sich Kean gegen den rechtskonservativen James P. Ginty klar mit 75 % der Stimmen durch.
Der Hauptwahlkampf wurde hart geführt, Kean attackierte Menendez für dessen angebliche Verstrickungen mit Kriminellen und Korruptionsvorwürfen. Dieser versuchte Kean in die Nähe des zu dieser Zeit sehr unpopulären US-Präsidenten George W. Bush zu rücken. Insbesondere Keans Ansehen litt unter dem Negativwahlkampf. Nachdem das Rennen lange als offen gegolten hatte, verlor Kean am Wahltag mit 44,3 zu 53,3 % gegen Menendez. Trotz des verhältnismäßig deutlichen Ausgangs, ist es seitdem (Stand: Januar 2023) das knappste Ergebnis bei einer Senatswahl in New Jersey.

### US-Repräsentantenhaus (seit 2023)

#### Wahl
Bei den Wahlen 2020 bewarb sich Kean erneut um einen Sitz im US-Kongress, diesmal im Repräsentantenhaus. Nachdem er sich mit über 79 % der Stimmen die Nominierung der Republikaner gesichert hatte, forderte er bei der Hauptwahl den demokratischen Amtsinhaber Tom Malinowski im 7. Kongresswahlbezirk von New Jersey heraus, unterlag jedoch knapp mit 49,4 zu 50,6 %.
2022 trat Kean erneut im selben Wahlbezirk an. Die Nominierung bei den Republikanern war diesmal stärker umkämpft, er konnte sich jedoch mit 45 % der Stimmen abermals durchsetzen. Bei der Hauptwahl am 8. November kam es zur Neuauflage seines Duells mit Malinowski. Diesmal konnte er seinen demokratischen Kontrahenten mit 52,3 zu 47,7 % schlagen und den Sitz für die Republikaner erobern. Mit seinem Erfolg trug er auch dazu bei, dass seine Partei I’m 119. Kongress wieder die Mehrheit im Repräsentantenhaus übernehmen konnte. Sein Wahlkreis liegt im Nordwesten New Jerseys und gilt als einer der wohlhabendsten der USA. Bei der Kongresswahl 2024 zum 119. Kongress setzte er sich in der Vorwahl mit 78,2 % gegen Roger Bacon durch und verteidigte seinen Sitz in der Hauptwahl gegen die Demokratin Sue Altman mit 51,8 %. Seine aktuelle Legislaturperiode dauert noch bis zum 3. Januar 2027.

#### Ausschüsse
Im 118. Kongress saß Kean in folgenden Ausschüssen und Unterausschüssen (in kursiv):
- United States House Committee on Transportation and Infrastructure (Verkehrsausschuss)
  - Luftfahrt
  - Schnellstraßen und Transit
  - Eisenbahnen, Pipelines und Gefahrengüter
- United States House Committee on Foreign Affairs (Auswärtiger Ausschuss)
  - Europa (Vorsitz)
  - Afrika
- United States House Committee on Science, Space, and Technology (Wissenschafts-, Raumfahrt- und Technologieausschuss)
  - Energie
  - Forschung und Technologie